# Đội tuyển bóng đá bãi biển quốc gia Thổ Nhĩ Kỳ
Đội tuyển bóng đá bãi biển quốc gia Thổ Nhĩ Kỳ đại diện Thổ Nhĩ Kỳ tham dự các giải thi đấu bóng đá bãi biển quốc tế và được điều hành bởi TFF, cơ quan quản lý bóng đá ở Thổ Nhĩ Kỳ.

## Thành tích giải đấu

### Giải vô địch bóng đá bãi biển thế giới
| Giải vô địch bóng đá bãi biển thế giới | Giải vô địch bóng đá bãi biển thế giới | Giải vô địch bóng đá bãi biển thế giới | Giải vô địch bóng đá bãi biển thế giới | Giải vô địch bóng đá bãi biển thế giới | Giải vô địch bóng đá bãi biển thế giới | Giải vô địch bóng đá bãi biển thế giới | Giải vô địch bóng đá bãi biển thế giới | Giải vô địch bóng đá bãi biển thế giới | Giải vô địch bóng đá bãi biển thế giới | Giải vô địch bóng đá bãi biển thế giới |
| Năm                                    | Vòng                                   | St                                     | W                                      | WE                                     | WP                                     | B                                      | BT                                     | BB                                     | HS                                     | Đ                                      |
| -------------------------------------- | -------------------------------------- | -------------------------------------- | -------------------------------------- | -------------------------------------- | -------------------------------------- | -------------------------------------- | -------------------------------------- | -------------------------------------- | -------------------------------------- | -------------------------------------- |
| 1995                                   | Không tham dự                          | -                                      | -                                      | -                                      | -                                      | -                                      | -                                      | -                                      | -                                      | -                                      |
| 1996                                   | Không tham dự                          | -                                      | -                                      | -                                      | -                                      | -                                      | -                                      | -                                      | -                                      | -                                      |
| 1997                                   | Không tham dự                          | -                                      | -                                      | -                                      | -                                      | -                                      | -                                      | -                                      | -                                      | -                                      |
| 1998                                   | Không tham dự                          | -                                      | -                                      | -                                      | -                                      | -                                      | -                                      | -                                      | -                                      |                                        |
| 1999                                   | Không tham dự                          | -                                      | -                                      | -                                      | -                                      | -                                      | -                                      | -                                      | -                                      | -                                      |
| 2000                                   | Không tham dự                          | -                                      | -                                      | -                                      | -                                      | -                                      | -                                      | -                                      | -                                      | -                                      |
| 2001                                   | Hạng 10                                | 2                                      | 0                                      | 0                                      | 0                                      | 2                                      | 1                                      | 5                                      | -4                                     | 0                                      |
| 2002                                   | Không tham dự                          | -                                      | -                                      | -                                      | -                                      | -                                      | -                                      | -                                      | -                                      | -                                      |
| 2003                                   | Không tham dự                          | -                                      | -                                      | -                                      | -                                      | -                                      | -                                      | -                                      | -                                      | -                                      |
| 2004                                   | Không tham dự                          | -                                      | -                                      | -                                      | -                                      | -                                      | -                                      | -                                      | -                                      | -                                      |
| Tổng cộng                              | 1/10                                   | 2                                      | 0                                      | 0                                      | 0                                      | 2                                      | 1                                      | 5                                      | -4                                     | 0                                      |

| Giải vô địch bóng đá bãi biển thế giới | Giải vô địch bóng đá bãi biển thế giới | Giải vô địch bóng đá bãi biển thế giới | Giải vô địch bóng đá bãi biển thế giới | Giải vô địch bóng đá bãi biển thế giới | Giải vô địch bóng đá bãi biển thế giới | Giải vô địch bóng đá bãi biển thế giới | Giải vô địch bóng đá bãi biển thế giới | Giải vô địch bóng đá bãi biển thế giới | Giải vô địch bóng đá bãi biển thế giới | Giải vô địch bóng đá bãi biển thế giới |
| Năm                                    | Vòng                                   | St                                     | W                                      | WE                                     | WP                                     | B                                      | BT                                     | BB                                     | HS                                     | Đ                                      |
| -------------------------------------- | -------------------------------------- | -------------------------------------- | -------------------------------------- | -------------------------------------- | -------------------------------------- | -------------------------------------- | -------------------------------------- | -------------------------------------- | -------------------------------------- | -------------------------------------- |
| 2005                                   | Không vượt qua vòng loại               | -                                      | -                                      | -                                      | -                                      | -                                      | -                                      | -                                      | -                                      | -                                      |
| 2006                                   | Không vượt qua vòng loại               | -                                      | -                                      | -                                      | -                                      | -                                      | -                                      | -                                      | -                                      | -                                      |
| 2007                                   | Không vượt qua vòng loại               | -                                      | -                                      | -                                      | -                                      | -                                      | -                                      | -                                      | -                                      | -                                      |
| 2008                                   | Không vượt qua vòng loại               | -                                      | -                                      | -                                      | -                                      | -                                      | -                                      | -                                      | -                                      | -                                      |
| 2009                                   | Không vượt qua vòng loại               | -                                      | -                                      | -                                      | -                                      | -                                      | -                                      | -                                      | -                                      | -                                      |
| 2011                                   | Không vượt qua vòng loại               | -                                      | -                                      | -                                      | -                                      | -                                      | -                                      | -                                      | -                                      | -                                      |
| 2013                                   | Không vượt qua vòng loại               | -                                      | -                                      | -                                      | -                                      | -                                      | -                                      | -                                      | -                                      | -                                      |
| 2015                                   | Không vượt qua vòng loại               | -                                      | -                                      | -                                      | -                                      | -                                      | -                                      | -                                      | -                                      | -                                      |
| 2017                                   | Không vượt qua vòng loại               | -                                      | -                                      | -                                      | -                                      | -                                      | -                                      | -                                      | -                                      | -                                      |
| Tổng cộng                              | 0/9                                    | 0                                      | 0                                      | 0                                      | 0                                      | 0                                      | 0                                      | 0                                      | 0                                      | 0                                      |

### Vòng loại giải vô địch bóng đá bãi biển thế giới khu vực châu Âu
| Thành tích Vòng loại giải vô địch bóng đá bãi biển thế giới | Thành tích Vòng loại giải vô địch bóng đá bãi biển thế giới | Thành tích Vòng loại giải vô địch bóng đá bãi biển thế giới | Thành tích Vòng loại giải vô địch bóng đá bãi biển thế giới | Thành tích Vòng loại giải vô địch bóng đá bãi biển thế giới | Thành tích Vòng loại giải vô địch bóng đá bãi biển thế giới | Thành tích Vòng loại giải vô địch bóng đá bãi biển thế giới | Thành tích Vòng loại giải vô địch bóng đá bãi biển thế giới | Thành tích Vòng loại giải vô địch bóng đá bãi biển thế giới | Thành tích Vòng loại giải vô địch bóng đá bãi biển thế giới | Thành tích Vòng loại giải vô địch bóng đá bãi biển thế giới |
| Năm                                                         | Vòng                                                        | St                                                          | W                                                           | WE                                                          | WP                                                          | B                                                           | BT                                                          | BB                                                          | HS                                                          | Đ                                                           |
| ----------------------------------------------------------- | ----------------------------------------------------------- | ----------------------------------------------------------- | ----------------------------------------------------------- | ----------------------------------------------------------- | ----------------------------------------------------------- | ----------------------------------------------------------- | ----------------------------------------------------------- | ----------------------------------------------------------- | ----------------------------------------------------------- | ----------------------------------------------------------- |
| 2008                                                        | Không tham dự                                               | -                                                           | -                                                           | -                                                           | -                                                           | -                                                           | -                                                           | -                                                           | -                                                           | -                                                           |
| 2009                                                        | Vòng of 16                                                  | 3                                                           | 1                                                           | 0                                                           | 0                                                           | 2                                                           | 12                                                          | 21                                                          | -9                                                          | 3                                                           |
| 2011                                                        | Vòng of 16                                                  | 3                                                           | 1                                                           | 0                                                           | 0                                                           | 2                                                           | 9                                                           | 16                                                          | -7                                                          | 3                                                           |
| 2013                                                        | Vòng of 16                                                  | 4                                                           | 1                                                           | 0                                                           | 0                                                           | 3                                                           | 16                                                          | 20                                                          | -4                                                          | 3                                                           |
| 2015                                                        | thứ 9 Place                                                 | 7                                                           | 3                                                           | 0                                                           | 0                                                           | 4                                                           | 21                                                          | 25                                                          | -2                                                          | 9                                                           |
| 2017                                                        | 13th Place                                                  | 8                                                           | 4                                                           | 0                                                           | 0                                                           | 4                                                           | 40                                                          | 34                                                          | +6                                                          | 12                                                          |
| Tổng cộng                                                   | 5/6                                                         | 25                                                          | 10                                                          | 0                                                           | 0                                                           | 15                                                          | 98                                                          | 116                                                         | -18                                                         | 30                                                          |

### Giải vô địch bóng đá bãi biển châu Âu
| Thành tích Giải vô địch bóng đá bãi biển châu Âu | Thành tích Giải vô địch bóng đá bãi biển châu Âu | Thành tích Giải vô địch bóng đá bãi biển châu Âu | Thành tích Giải vô địch bóng đá bãi biển châu Âu | Thành tích Giải vô địch bóng đá bãi biển châu Âu | Thành tích Giải vô địch bóng đá bãi biển châu Âu | Thành tích Giải vô địch bóng đá bãi biển châu Âu | Thành tích Giải vô địch bóng đá bãi biển châu Âu | Thành tích Giải vô địch bóng đá bãi biển châu Âu | Thành tích Giải vô địch bóng đá bãi biển châu Âu | Thành tích Giải vô địch bóng đá bãi biển châu Âu |
| Năm                                              | Vòng                                             | St                                               | W                                                | WE                                               | WP                                               | B                                                | BT                                               | BB                                               | HS                                               | Đ                                                |
| ------------------------------------------------ | ------------------------------------------------ | ------------------------------------------------ | ------------------------------------------------ | ------------------------------------------------ | ------------------------------------------------ | ------------------------------------------------ | ------------------------------------------------ | ------------------------------------------------ | ------------------------------------------------ | ------------------------------------------------ |
| 1998                                             | Không tham dự                                    | -                                                | -                                                | -                                                | -                                                | -                                                | -                                                | -                                                | -                                                | -                                                |
| 1999                                             | Không tham dự                                    | -                                                | -                                                | -                                                | -                                                | -                                                | -                                                | -                                                | -                                                | -                                                |
| 2001                                             | thứ 7 Place                                      | 3                                                | 1                                                | 0                                                | 0                                                | 2                                                | 9                                                | 13                                               | -4                                               | 3                                                |
| 2002                                             | Không tham dự                                    | -                                                | -                                                | -                                                | -                                                | -                                                | -                                                | -                                                | -                                                | -                                                |
| 2003                                             | Không tham dự                                    | -                                                | -                                                | -                                                | -                                                | -                                                | -                                                | -                                                | -                                                | -                                                |
| 2004                                             | Không tham dự                                    | -                                                | -                                                | -                                                | -                                                | -                                                | -                                                | -                                                | -                                                | -                                                |
| 2005                                             | Không tham dự                                    | -                                                | -                                                | -                                                | -                                                | -                                                | -                                                | -                                                | -                                                | -                                                |
| 2006                                             | Không tham dự                                    | -                                                | -                                                | -                                                | -                                                | -                                                | -                                                | -                                                | -                                                | -                                                |
| 2007                                             | Không tham dự                                    | -                                                | -                                                | -                                                | -                                                | -                                                | -                                                | -                                                | -                                                | -                                                |
| 2008                                             | Không tham dự                                    | -                                                | -                                                | -                                                | -                                                | -                                                | -                                                | -                                                | -                                                | -                                                |
| 2009                                             | Không tham dự                                    | -                                                | -                                                | -                                                | -                                                | -                                                | -                                                | -                                                | -                                                | -                                                |
| 2010                                             | Không tham dự                                    | -                                                | -                                                | -                                                | -                                                | -                                                | -                                                | -                                                | -                                                | -                                                |
| 2012                                             | Không tham dự                                    | -                                                | -                                                | -                                                | -                                                | -                                                | -                                                | -                                                | -                                                | -                                                |
| 2014                                             | Không tham dự                                    | -                                                | -                                                | -                                                | -                                                | -                                                | -                                                | -                                                | -                                                | -                                                |
| 2016                                             | Không tham dự                                    | -                                                | -                                                | -                                                | -                                                | -                                                | -                                                | -                                                | -                                                | -                                                |
| Tổng cộng                                        | 1/15                                             | 3                                                | 1                                                | 0                                                | 0                                                | 2                                                | 9                                                | 13                                               | -4                                               | 3                                                |

- Giải vô địch bóng đá bãi biển châu Âu

### Pro Beach Soccer Tour
- Pro Beach Soccer Tour

### Cúp bóng đá bãi biển liên châu lục
| Cúp bóng đá bãi biển liên châu lục | Cúp bóng đá bãi biển liên châu lục | Cúp bóng đá bãi biển liên châu lục | Cúp bóng đá bãi biển liên châu lục | Cúp bóng đá bãi biển liên châu lục | Cúp bóng đá bãi biển liên châu lục | Cúp bóng đá bãi biển liên châu lục | Cúp bóng đá bãi biển liên châu lục | Cúp bóng đá bãi biển liên châu lục | Cúp bóng đá bãi biển liên châu lục | Cúp bóng đá bãi biển liên châu lục |
| Năm                                | Vòng                               | St                                 | W                                  | WE                                 | WP                                 | B                                  | BT                                 | BB                                 | HS                                 | Đ                                  |
| ---------------------------------- | ---------------------------------- | ---------------------------------- | ---------------------------------- | ---------------------------------- | ---------------------------------- | ---------------------------------- | ---------------------------------- | ---------------------------------- | ---------------------------------- | ---------------------------------- |
| 2011                               | Không tham dự                      | –                                  | –                                  | –                                  | –                                  | –                                  | –                                  | –                                  | –                                  | –                                  |
| 2012                               | Không tham dự                      | –                                  | –                                  | –                                  | –                                  | –                                  | –                                  | –                                  | –                                  | –                                  |
| 2013                               | Không tham dự                      | –                                  | –                                  | –                                  | –                                  | –                                  | –                                  | –                                  | –                                  | –                                  |
| 2014                               | Không tham dự                      | –                                  | –                                  | –                                  | –                                  | –                                  | –                                  | –                                  | –                                  | –                                  |
| 2015                               | Không tham dự                      | –                                  | –                                  | –                                  | –                                  | –                                  | –                                  | –                                  | –                                  | –                                  |
| 2016                               | Không tham dự                      | –                                  | –                                  | –                                  | –                                  | –                                  | –                                  | –                                  | –                                  | –                                  |
| Tổng cộng                          | 0/6                                | –                                  | –                                  | –                                  | –                                  | –                                  | –                                  | –                                  | –                                  | –                                  |

### BSWW Mundialito
| BSWW Mundialito Record | BSWW Mundialito Record | BSWW Mundialito Record | BSWW Mundialito Record | BSWW Mundialito Record | BSWW Mundialito Record | BSWW Mundialito Record | BSWW Mundialito Record | BSWW Mundialito Record | BSWW Mundialito Record | BSWW Mundialito Record |
| Năm                    | Vòng                   | St                     | W                      | WE                     | WP                     | B                      | BT                     | BB                     | HS                     | Đ                      |
| ---------------------- | ---------------------- | ---------------------- | ---------------------- | ---------------------- | ---------------------- | ---------------------- | ---------------------- | ---------------------- | ---------------------- | ---------------------- |
| 1994 to 2016           | Không tham dự          | –                      | –                      | –                      | –                      | –                      | –                      | –                      | –                      | –                      |
| Tổng cộng              | 0/20                   | –                      | –                      | –                      | –                      | –                      | –                      | –                      | –                      | –                      |

### Đại hội thể thao châu Âu
| Thành tích Đại hội thể thao châu Âu | Thành tích Đại hội thể thao châu Âu | Thành tích Đại hội thể thao châu Âu | Thành tích Đại hội thể thao châu Âu | Thành tích Đại hội thể thao châu Âu | Thành tích Đại hội thể thao châu Âu | Thành tích Đại hội thể thao châu Âu | Thành tích Đại hội thể thao châu Âu | Thành tích Đại hội thể thao châu Âu | Thành tích Đại hội thể thao châu Âu | Thành tích Đại hội thể thao châu Âu |
| Năm                                 | Vòng                                | St                                  | W                                   | WE                                  | WP                                  | B                                   | BT                                  | BB                                  | HS                                  | Đ                                   |
| ----------------------------------- | ----------------------------------- | ----------------------------------- | ----------------------------------- | ----------------------------------- | ----------------------------------- | ----------------------------------- | ----------------------------------- | ----------------------------------- | ----------------------------------- | ----------------------------------- |
| 2015                                | Không tham dự                       | –                                   | –                                   | –                                   | –                                   | –                                   | –                                   | –                                   | –                                   | –                                   |
| Tổng cộng                           | 0/1                                 | –                                   | –                                   | –                                   | –                                   | –                                   | –                                   | –                                   | –                                   | –                                   |

### Đại hội thể thao bãi biển Địa Trung Hải
| Đại hội thể thao bãi biển Địa Trung Hải | Đại hội thể thao bãi biển Địa Trung Hải | Đại hội thể thao bãi biển Địa Trung Hải | Đại hội thể thao bãi biển Địa Trung Hải | Đại hội thể thao bãi biển Địa Trung Hải | Đại hội thể thao bãi biển Địa Trung Hải | Đại hội thể thao bãi biển Địa Trung Hải | Đại hội thể thao bãi biển Địa Trung Hải | Đại hội thể thao bãi biển Địa Trung Hải | Đại hội thể thao bãi biển Địa Trung Hải | Đại hội thể thao bãi biển Địa Trung Hải |
| Năm                                     | Vòng                                    | St                                      | W                                       | WE                                      | WP                                      | B                                       | BT                                      | BB                                      | HS                                      | Đ                                       |
| --------------------------------------- | --------------------------------------- | --------------------------------------- | --------------------------------------- | --------------------------------------- | --------------------------------------- | --------------------------------------- | --------------------------------------- | --------------------------------------- | --------------------------------------- | --------------------------------------- |
| 2015                                    | thứ 7 Place                             | 5                                       | 2                                       | 0                                       | 0                                       | 3                                       | 24                                      | 14                                      | +10                                     | 6                                       |
| Tổng cộng                               | 1/1                                     | 5                                       | 2                                       | 0                                       | 0                                       | 3                                       | 24                                      | 14                                      | +10                                     | 6                                       |

## Đội hình hiện tại
Chính xác tính đến tháng 8 năm 2013
Ghi chú: Quốc kỳ chỉ đội tuyển quốc gia được xác định rõ trong điều lệ tư cách FIFA. Các cầu thủ có thể giữ hơn một quốc tịch ngoài FIFA.
| Số | VT | Quốc gia | Cầu thủ                  |
| -- | -- | -------- | ------------------------ |
| 1  | TM |          | Ahmet Şanlıdere          |
| 3  | HV |          | Erkan Anzaflioglu        |
| 4  | HV |          | Onur Zayim               |
| 5  | HV |          | Yücel Ergün (đội trưởng) |
| 6  | TĐ |          | Erhan Eriten             |
| 7  | TV |          | Tamer Ay                 |

| Số | VT | Quốc gia | Cầu thủ         |
| -- | -- | -------- | --------------- |
| 8  | TV |          | B. Ayhan Sezer  |
| 9  | TV |          | I. Kerem Sinç   |
| 10 | TĐ |          | Adil Müftüoğlu  |
| 11 | TĐ |          | Baris Terzioglu |
| 18 | TV |          | Telle Metin     |
| 12 | TM |          | Mutlu Köktas    |

Huấn luyện viên: Adil Müftüoğlu

## Tham gia
- ESBL Preliminary Event, Athens, Hi Lạp: 2007
- Challenge Cup, Netanya, Israel: 2008 -Hạng ba
- BSWW Euro League Stage 2, Tignes (French Alps), Pháp: 2008
- Challenge Cup, Den Haag, Hà Lan: 2010 Vô địch
- Portugal Lisbon promoted to Division A in Turkey: 2010